# Yeosin-gangnim
Yeosin-gangrim (여신강림?, lett. "Avvento della dea"; titolo internazionale True Beauty) è un drama coreano trasmesso su tvN dal 9 dicembre 2020 al 4 febbraio 2021.

## Trama
La liceale diciottenne Im Ju-Kyung, che ha un complesso di inferiorità riguardo al suo aspetto, è stata costantemente discriminata dalla sua famiglia e vittima di bullismo dai suoi coetanei perché percepita come brutta. Guardando video tutorial su Internet, diventa un'esperta nell'uso dei cosmetici appena poco prima di trasferirsi nella sua nuova scuola: qui il suo restyling si rivela trasformativo e diventa rapidamente famosa, guadagnandosi il soprannome di "dea" da parte dei suoi coetanei.
Nonostante la sua ritrovata popolarità, Ju-Kyung si considera ancora brutta ed la sua più grande paura è che i suoi coetanei vedano il suo vero volto. Questo purtroppo diventa realtà quando il suo affascinante compagno di classe Lee Su-ho, che aveva incontrato in precedenza da struccata un paio di volte, la riconosce comunque. Su-ho è molto popolare tra le studentesse a scuola, ma odia essere il centro costante dell'attenzione. Ha le sue paure e nasconde un oscuro segreto che lo perseguita da molto tempo. A questo si aggiunge il selvaggio Han Seo-jun, che è legato al passato di Suho e ama Ju-Kyung.

## Personaggi
- Im Ju-Kyung/Ju-bal, interpretata da Moon Ga-young
- Lee Su-ho, interpretato da Cha Eun-woo
- Han Seo-jun, interpretato da Hwang In-yeop
- Kang Su-jin, interpretata da Park You-na